# Bernard Genghini
Bernard Genghini (* 18. Januar 1958 in Soultz-Haut-Rhin) ist ein ehemaliger französischer Fußballspieler und Fußballtrainer.

## Stationen als Spieler
Von 1976 bis 1982 spielte der bei Guebwiller im Oberelsass aufgewachsene, torgefährliche Mittelfeldspieler für den FC Sochaux-Montbéliard und wechselte dann für eine Saison zur AS Saint-Étienne. In den Jahren 1983 bis 1986 spielte er für die AS Monaco. Es folgte zunächst 1986 ein kurzzeitiges Gastspiel bei Servette Genf und danach zwei Jahre bei Olympique Marseille. Zum Abschluss seiner Karriere spielte er für Girondins Bordeaux (1988/89).

## Erfolge im Verein
Mit den Mannschaften von Sochaux (1980), Monaco (1984) und Marseille (1987) errang er die Vizemeisterschaft in der französischen Liga. Mit den Monegassen gewann er 1985 zudem den französischen Pokal und bestritt vier Europapokalspiele (je zwei im Europapokal der Pokalsieger und im UEFA-Cup), wobei drei Genghini-Tore nicht verhindern konnten, dass die AS beide Male in der ersten Runde ausschied. 1979/80 (6. mit 15 Treffern), 1983/84 (4./18 Treffer), 1984/85 (6./15) und 1985/86 (10./13) tauchte er auch jeweils auf einem vorderen Platz der französischen Torjägerliste auf.

## Der Nationalspieler
Von Februar 1980 bis September 1986 spielte er durchaus erfolgreich für die französische Fußballnationalmannschaft.
27 Einsätze konnte er verzeichnen (13 für Sochaux, 4 für Saint-Étienne, 9 für Monaco, 1 für Genf) und erzielte dabei 6 Tore. So gehörte er auch den Mannschaften an, die 1982 (5 Spiele) und 1986 (1 Spiel) an der jeweiligen Fußball-Weltmeisterschaft teilnahmen und die 1984 Europameister (2 Spiele) wurden.
Nach Ende seiner Spielerkarriere arbeitete er unter anderem von 1992 bis 1995 als Trainer beim FC Mulhouse.